# Kamienica Sachsów we Wrocławiu
Kamienica Sachsów – dawniej neorenesansowa luksusowa kamienica czynszowa (miejski pałac czynszowy) we Wrocławiu przy ulicy Świdnickiej, siedziba rodowa kupca Moritza Sachsa i kilku firm; obecnie zabytkowa kamienica z apartamentami i sklepami na parterze.

## Historia posesji

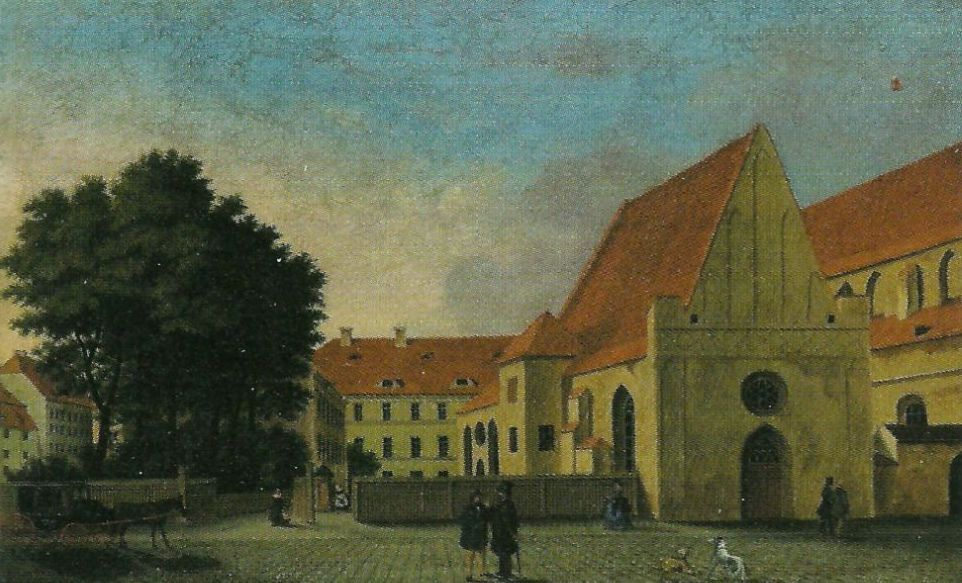
Obraz Heinricha Bosharda z ok. 1840 roku pt. "Widok na kaplicę św. Trójcy we Wrocławiu" (MNWr VIII-1122). Kaplica została wyburzona w 1869. Za nią widoczny jest szpital. W miejsce tych budynków w 1870 roku wzniesiono kamienicę Sachsów

W XVI wieku tereny na której znajduje się obecna kamienica Sachsów należały do zakonu joannitów, którzy w XIV wieku wznieśli na terenie komandorii kaplicę, wzmiankowaną po raz pierwszy w 1320 roku, a następnie w 1351 kościół szpitalny oraz klasztor. W 1319, obok kaplicy ufundowano szpital dla ubogich. W 1494 roku szpital został poddany gruntownej przebudowie, w wyniku której wraz z kaplicą Świętej Trójcy utworzono zespół dwukondygnacyjnych budynków usytuowanych wokół prostokątnego dziedzińca. W latach 1775–1777 część szpitala została przejęta przez fundację Johanna Gottfrieda Salenkego, która opiekowała się zubożałymi kupcami. W latach 1824–1826 fundacja sfinansowała nowy gmach lecznicy w miejsce wyburzonych częściowo budynków. W 1869 lecznica została przeniesiona do nowego budynku wzniesionego u zbiegu ulicy Szpitalnej i Tęczowej. W 1869 roku wyburzono kaplicę Świętej Trójcy a cały teren opuszczone szpitala oraz kaplicy zakupił żydowski przedsiębiorca i bankowiec Moritz Sachs. Był on właścicielem m.in. domu handlowego Sach'sche Haus na wrocławskim Rynku, kamienicy narożnej Zbożowy Narożnik (Kornecke) znajdującej się na rogu ulicy Oławskiej i Świdnickiej oraz banku Moritz Sachs Bank Geschäft. W 1933 NSDAP, na mocy ustaw antyżydowskich, odebrało kamienicę rodzinie Sachsów.

## Kamienica rodowa Moritzów
Po wykupieniu terenów szpitalnych Moritz wraz ze swoimi synami Leopoldem i Siegmundem, będącymi wspólnikami ojca, zlecili wzniesienie nowej neorenesansowej rezydencji dla siebie i rodziny. Projektantem został Karl Schmidt a budowa trwała trzy lata. W 1873 zakończono prace; powstały dwie zestawione monumentalne kamienice o wspólnej elewacji. Budynek prócz ekskluzywnych apartamentów mieścił wytworne sklepy m.in. Stern-Cognac-Campagnie, dom aukcyjny Lichtenbergów, sklep jubilerski Raimonda Lorenziego oraz do 1920 roku siedziba finansowej firmy E. Perls & Co Bankgeschäft, właściciela kamienicy przy Rynku 13.
Na parterze znajdowała się popularna kawiarnia "Café Fahrig" otwarta przez wiedeńskiego cukiernika Oskara Fahriga, który sam wypiekał ciasta i świadczył usługi cateringowe. Kawiarnia bardzo szybko stała się  popularnym miejscem dla wrocławskich intelektualistów; spotykali się tu znani pisarze (Will Erich Peuckert, Horst Lange, Ilse Molzahn), dziennikarze (Paul Rilla), felietoniści oraz lekarze, radni i inni zamożni wrocławiacy. Klienci mieli do dyspozycji ponad sto tytułów prasy codziennej i czasopism, zarówno krajowych, jak i zagranicznych, mogli również zagrać na dwóch stołach bilardowych. Na początku XX wieku, nowy właściciel Gustav Spitzer zmienił charakter kawiarni dodając jej menu gorące posiłki. Klientela kawiarni zmieniła się; zaczęli pojawiać się tu członkowie różnych związków i towarzystw a następnie bogaci biznesmeni i bankowcy. W 1935 roku w ramach aryzacji, kawiarnia została zamknięta.     

### Opis architektoniczny kamienicy

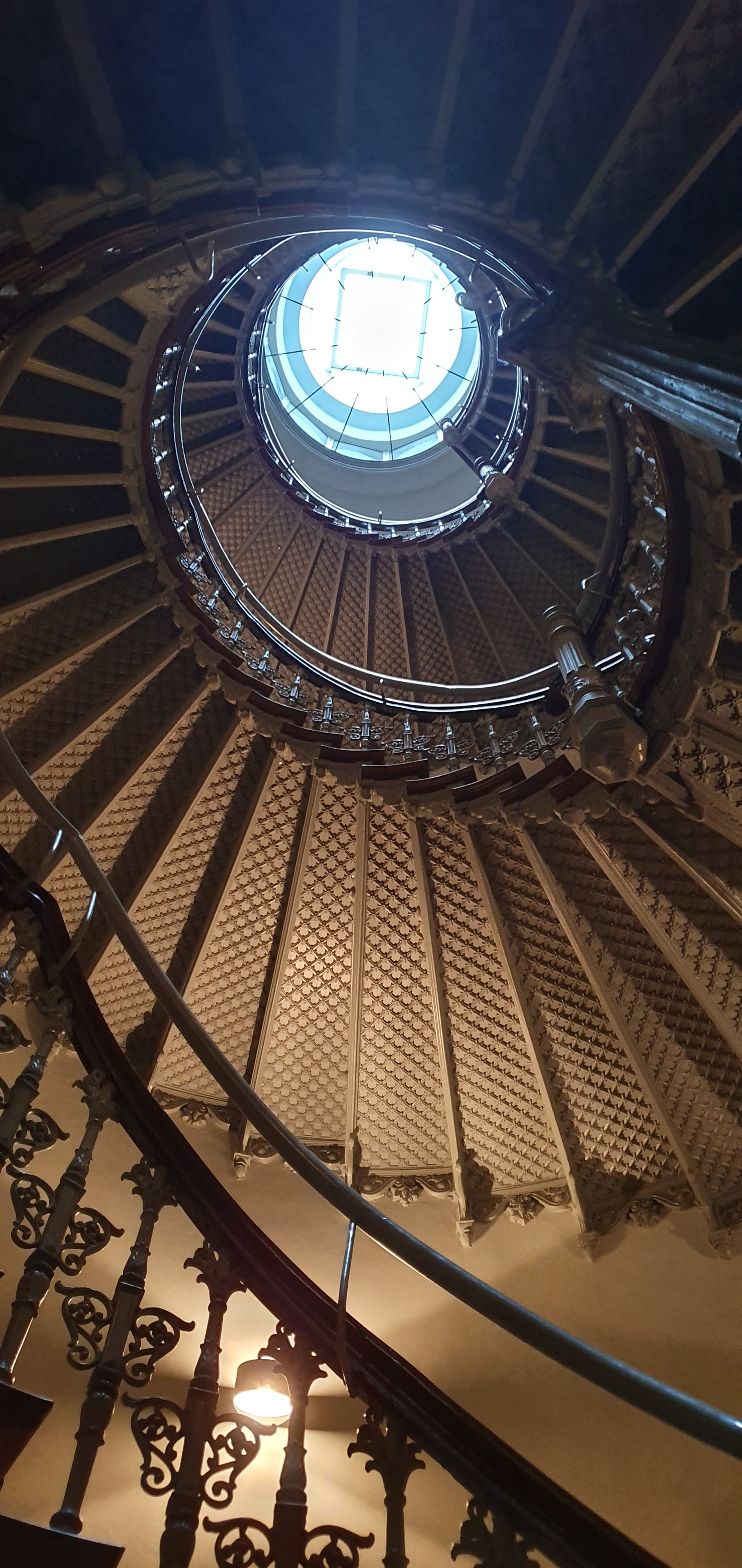
Główna klatka schodowa w kamienicy

Czterokondygnacyjny, dwutraktowy budynek został wzniesiony na planie prostokąta z wyciętym narożnikiem (wydłużonym wielobocznym planie), rozmieszczony wokół dwóch dziedzińców, przy czym w traktach frontowych znajdowały się pomieszczenia reprezentacyjne, natomiast trakty zaplanowane od strony dziedzińców służyły komunikacji i pomieszczeniom o funkcji podrzędnej. Od strony ul. Świdnickiej elewacja liczyła dziesięć osi a od ulicy Teatralnej dwadzieścia. Krótsza elewacja jest zakończona dwukondygnacyjnymi wykuszami. Podobne pseudoryzality znajdują się w środkowej części obu elewacji przy czym balkon od strony pl. Teatralnego został wsparty na konsolach, obejmował trzy osie, powiązany systemem kolumn sięgający trzeciego pietra, następnie attykę balustradową wraz z charakterystyczną kompozycją pietra wieńczącego z pilastrami małego porządku, arkadowymi drzwiami i umieszczonymi w przyczółkach stiukowymi puttami. W narożniku kamienicy umieszczono półkolisty alkierz.
Okna na pierwszej i drugiej kondygnacji posiadają tej samej wielkości obramienia w formie pilastrów, przy czym na pierwszej kondygnacji wykończone są naczółkami odcinkowymi a na drugiej trójkątnymi. Trzecia kondygnacja posiada okna arkadowe a pilastry podtrzymują belkowanie oddzielające kondygnację od mezzaniny (wąskiego poddasza). Budynek zakończony jest wydatnym gzymsem i balustradową attyką oraz pokryty płaskim dachem. Boniowany parter wydzielony był gzymsem i podzielony wielkimi witrynami w rytmie osi okiennych.            
Pierwotnie budynek posiadał siedem klatek schodowych, z których trzy pełniły rolę klatek głównych. Jedna z nich reprezentacyjna, z pałacowymi schodami, wykonana była z dębu, z ażurowymi podstopnicami i efektowną balustradą. Jej wykonawcą była firma Gustava Trelenberga. Pomieszczenia wyróżniały się bogatym wystrojem i sztukaterią a stiukowe dekoracje wnętrz i elewacji powstały w atelier architekta Theodora Milczewskiego. Do budynku prowadziły dwa wejścia. Pierwsze, od strony ulicy Świdnickiej, przechodziło przez dużą sień w kierunku dużych schodów zabiegowych prowadzących do poszczególnych kondygnacji, na których w ozdobnej, sztukatorskiej oprawie znajdowały się drzwi do westybuli. Schody i tralkowe balustrady udekorowane były ornamentami roślinnymi z motywami liści akantu oraz girlandami z liści laurowych. Drugie wejście znajdowało się od strony ul. Teatralnej. Przez masywne drzwi ozdobione inicjałem "S" wchodziło się do bogato zdobionej sztukaterią sieni a następnie do kolistej klatki schodowej. Również i ona była bogato zdobiona: metalowe podstopnie miały ażurowe ornamenty, na tralkach znajdowały się motywy esownic ułożonych w skrzydła motyla a przy spocznikach ustawione były kandelabrowe kolumny. Obok klatki w tej części budynku znajdowała się druga podobna, również okrągła, ale mniejsza, przeznaczona dla służby i prowadziła do najwyższej kondygnacji; klatka główna sięgała trzeciego piętra.

## Po 1945 roku
Po działaniach wojennych w 1945 roku, budynek szybko został odnowiony. W 1946 roku został przekazany na własność Stronnictwu Demokratycznemu, niewielkiej satelickiej partii wobec PZPR a w późniejszym okresie połowę budynku przekazano Politechnice Wrocławskiej. Budynek pełnił rolę kamienicy czynszowej z małymi sklepami na parterze. Od 1977 roku znajdowała się tu cukiernia "Babeczka" z wypiekami cukierników z hotelu Orbis. Od 1998 do 2017 jej właścicielem był cukiernik Mirosław Dawidowicz. W 2010 roku kamienica została sprzedana i przeprowadzono jej generalny remont. Obecnie na jej parterze znajduje się kawiarnia "Gniazdo", a wyższe kondygnacje zajmują kancelarie adwokackie i komornicze, gabinety prawnicze, lekarskie oraz Honorowy konsulat Danii. Na ostatnim piętrze znajdują się apartamenty z antresolami.   

## Odniesienia w kulturze
W książkach Marka Krajewskiego, w kamienicy Sachsów, mieszka bohater powieści detektyw Eberhard Mock wraz ze swoją drugą żoną Caren.

## Galeria

### Elewacja

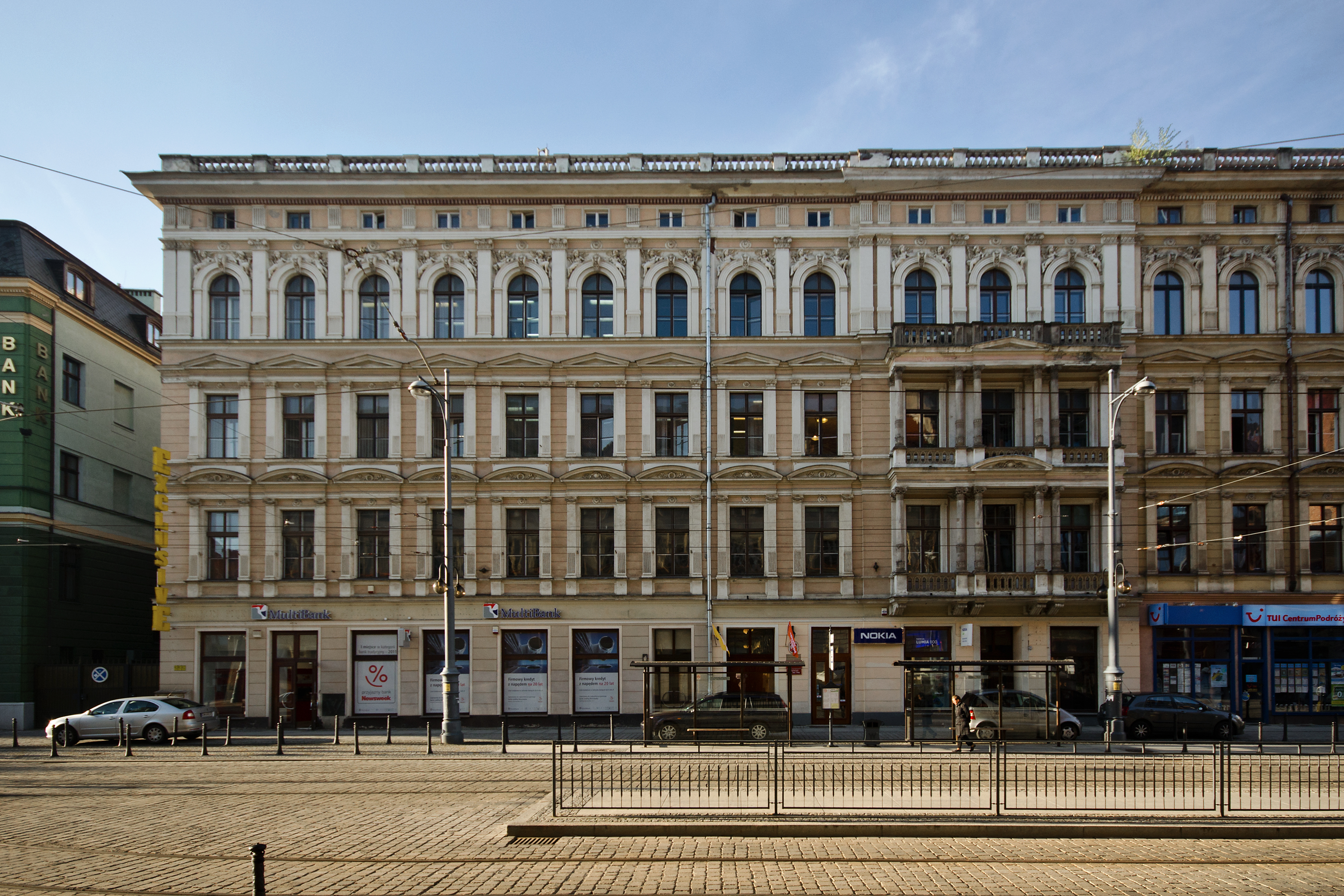
Fasada kamienicy od strony ul. Świdnickiej przed remontem
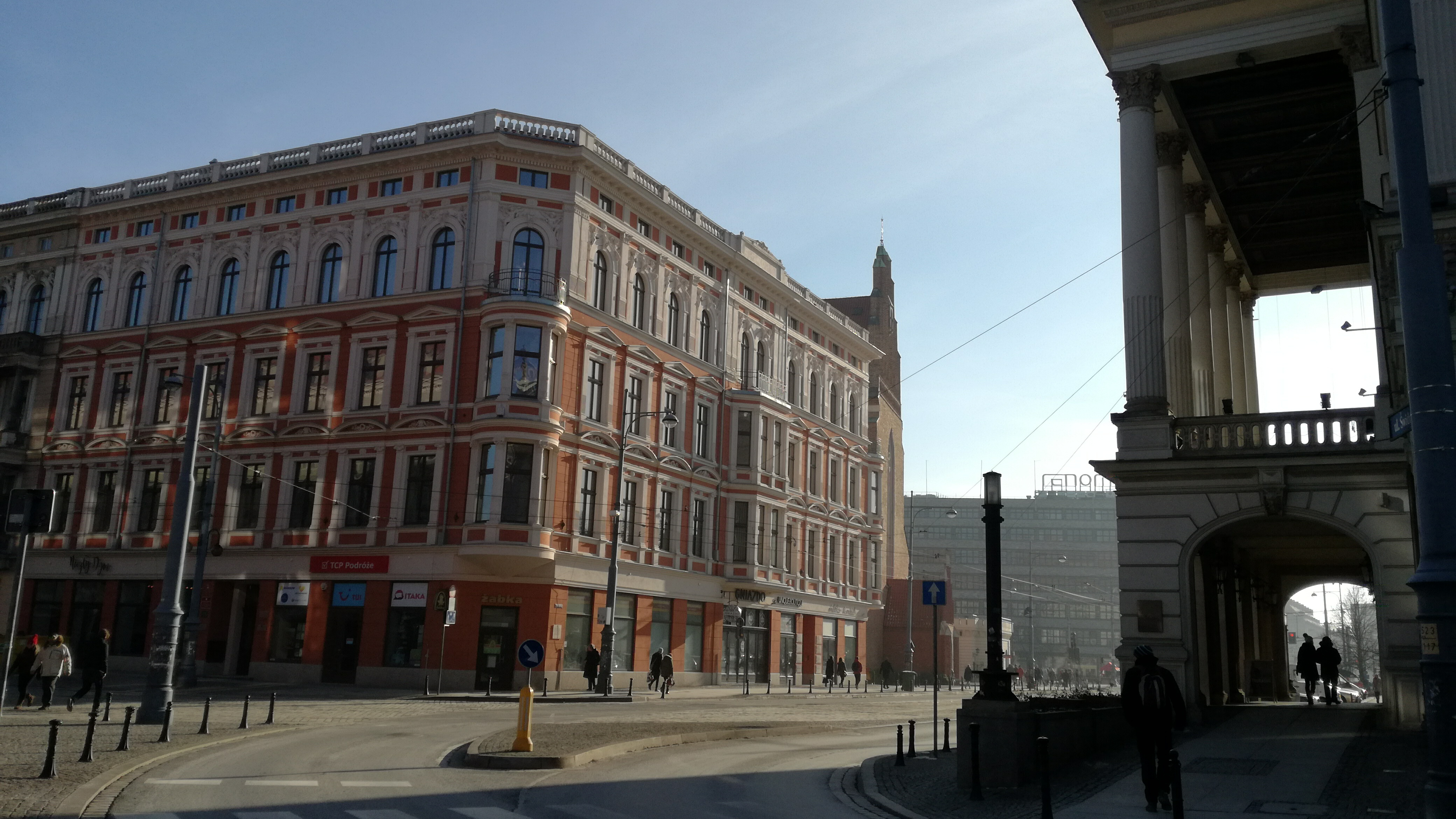
Kamienica po remoncie i zmianie koloru elewacji, 2017
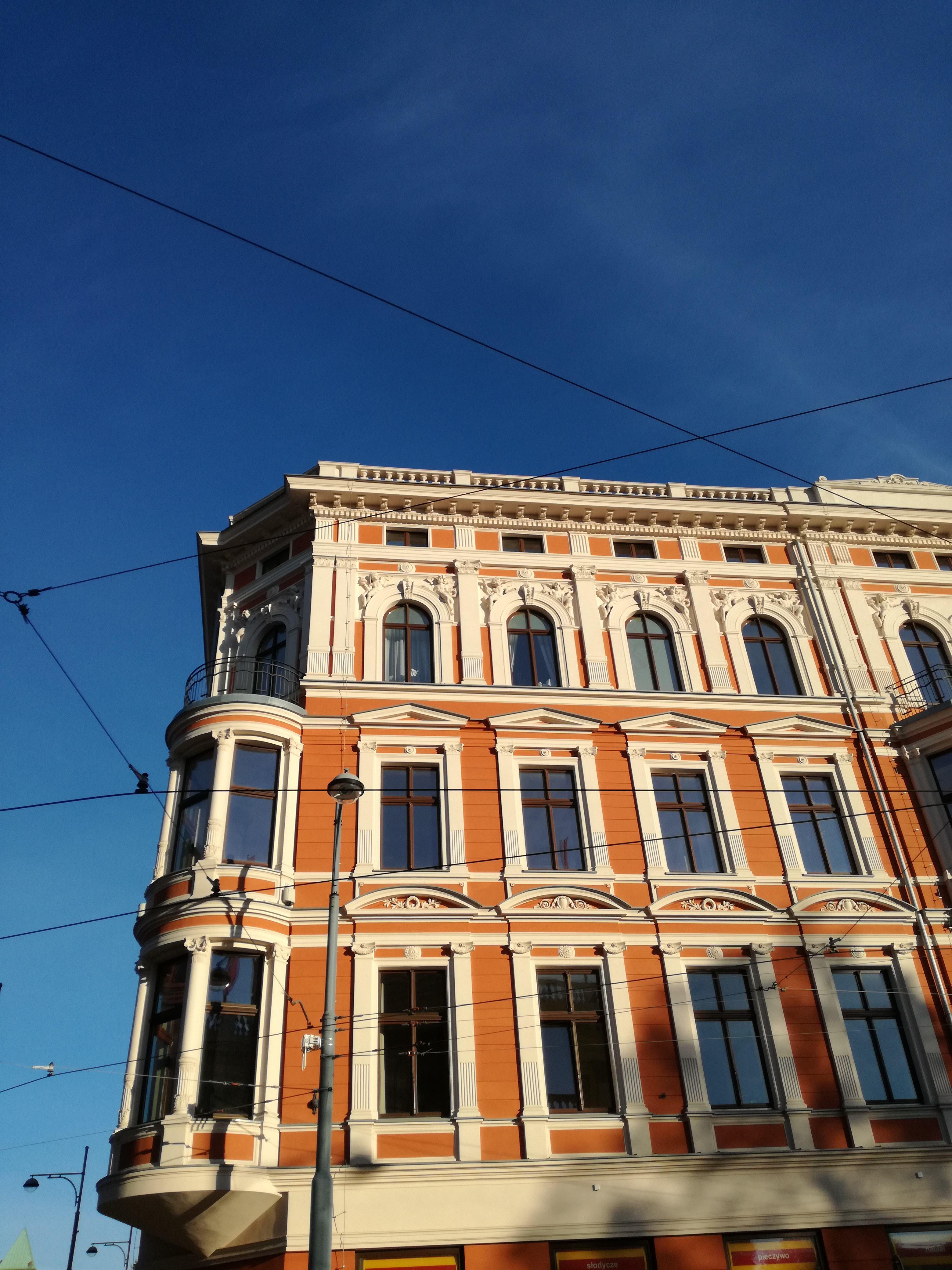
Detale elewacji po remoncie

### Klatka schodowa

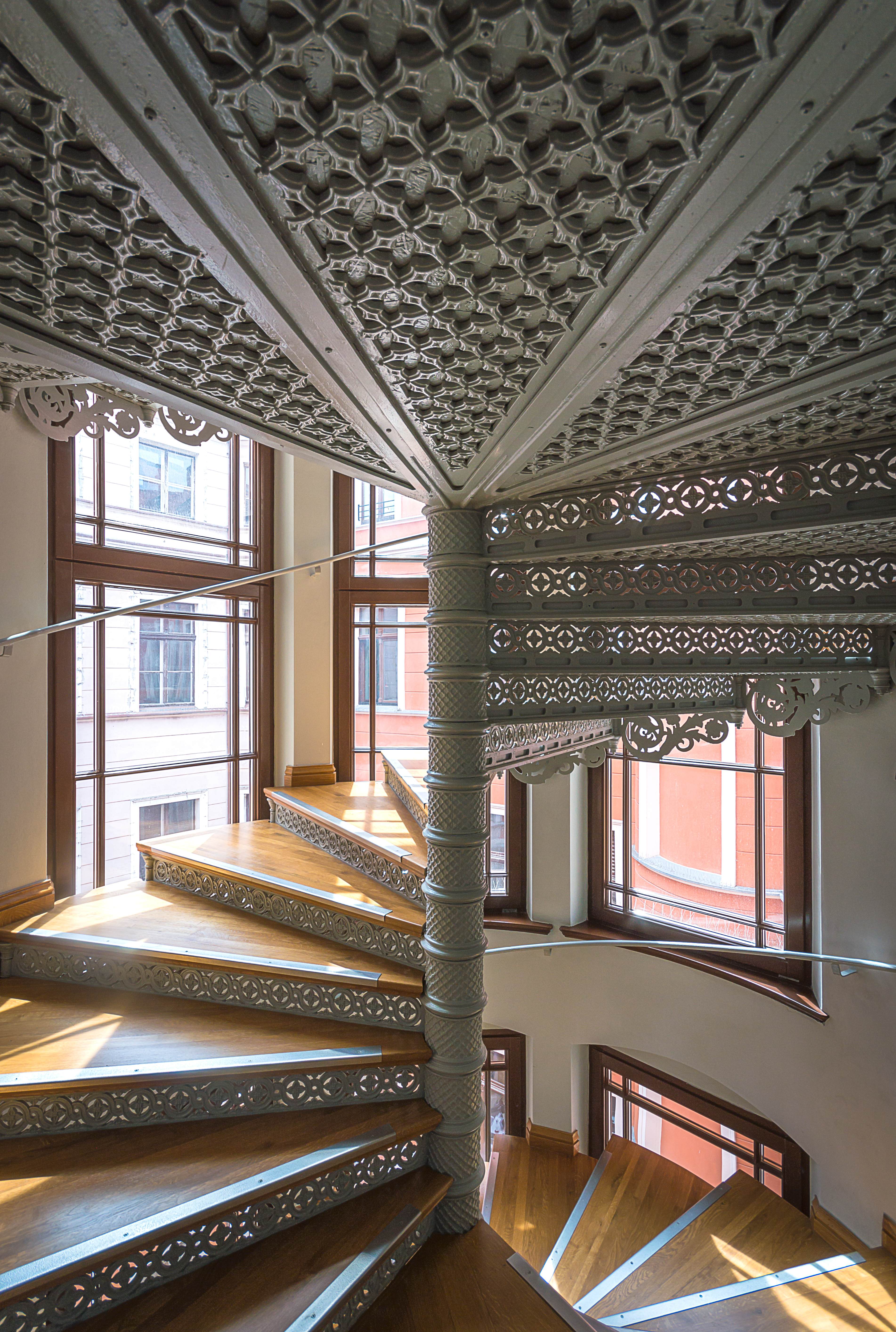
Główna klatka schodowa
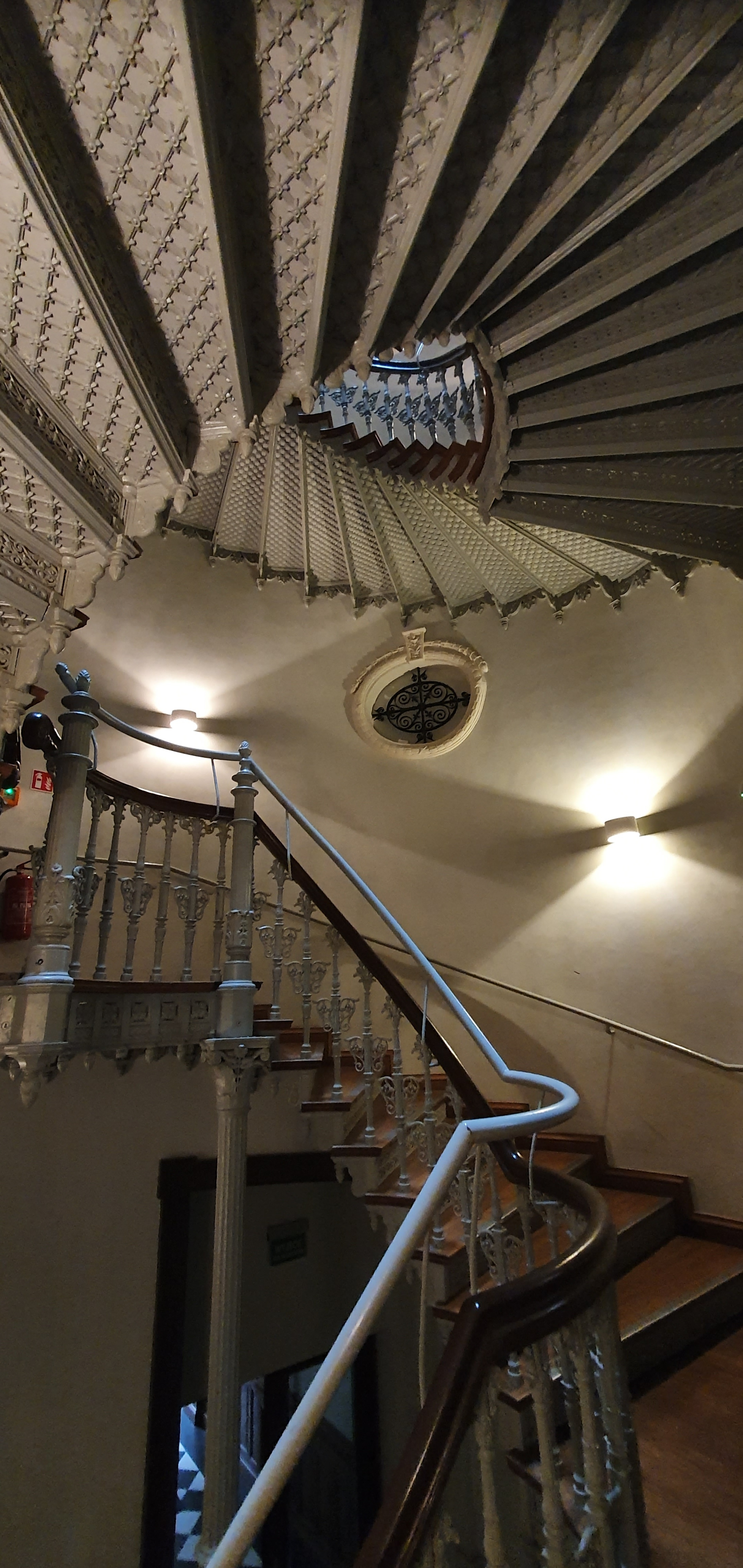
Główna klatka schodowa
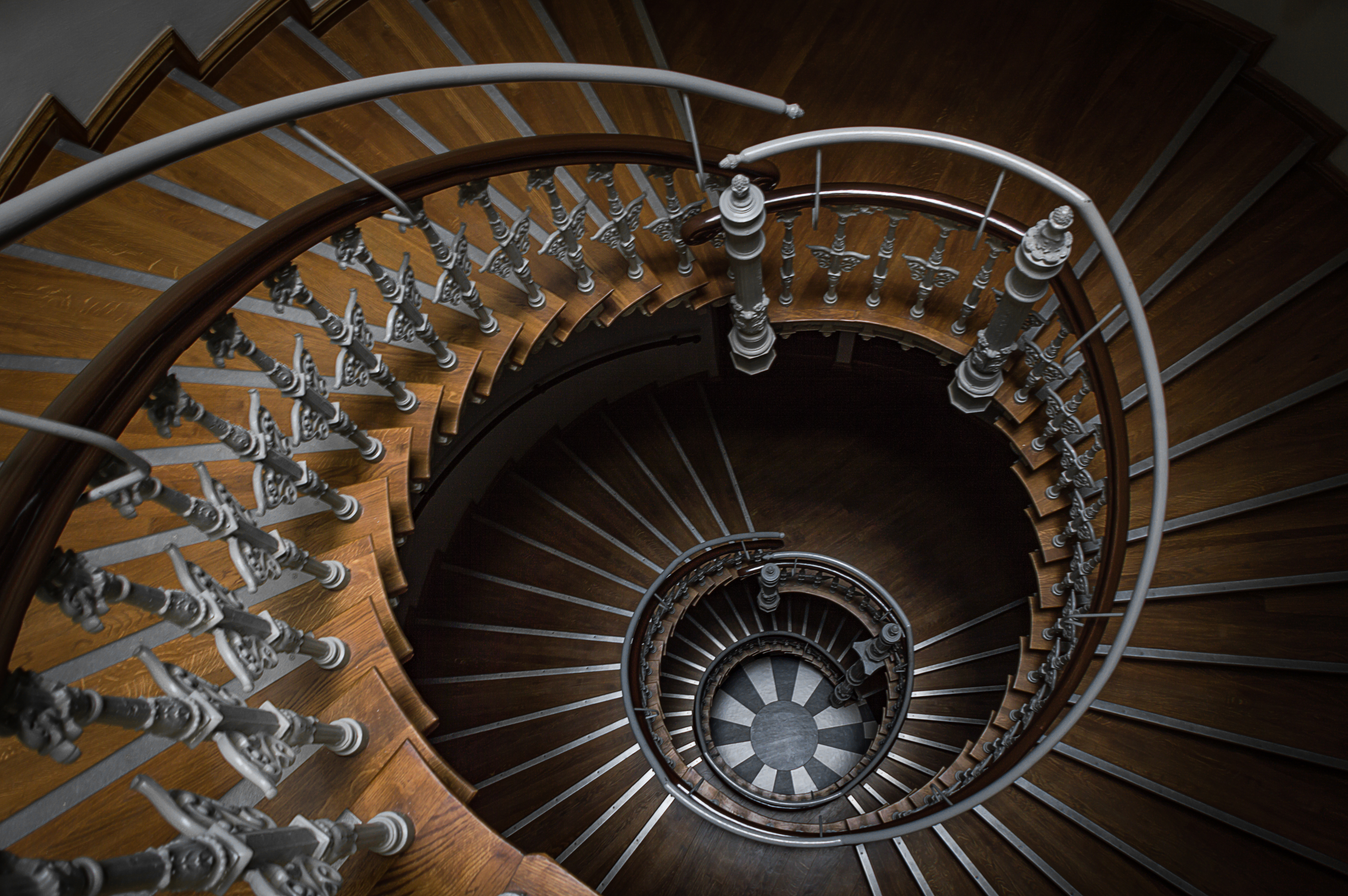
Klatka schodowa widziana z góry
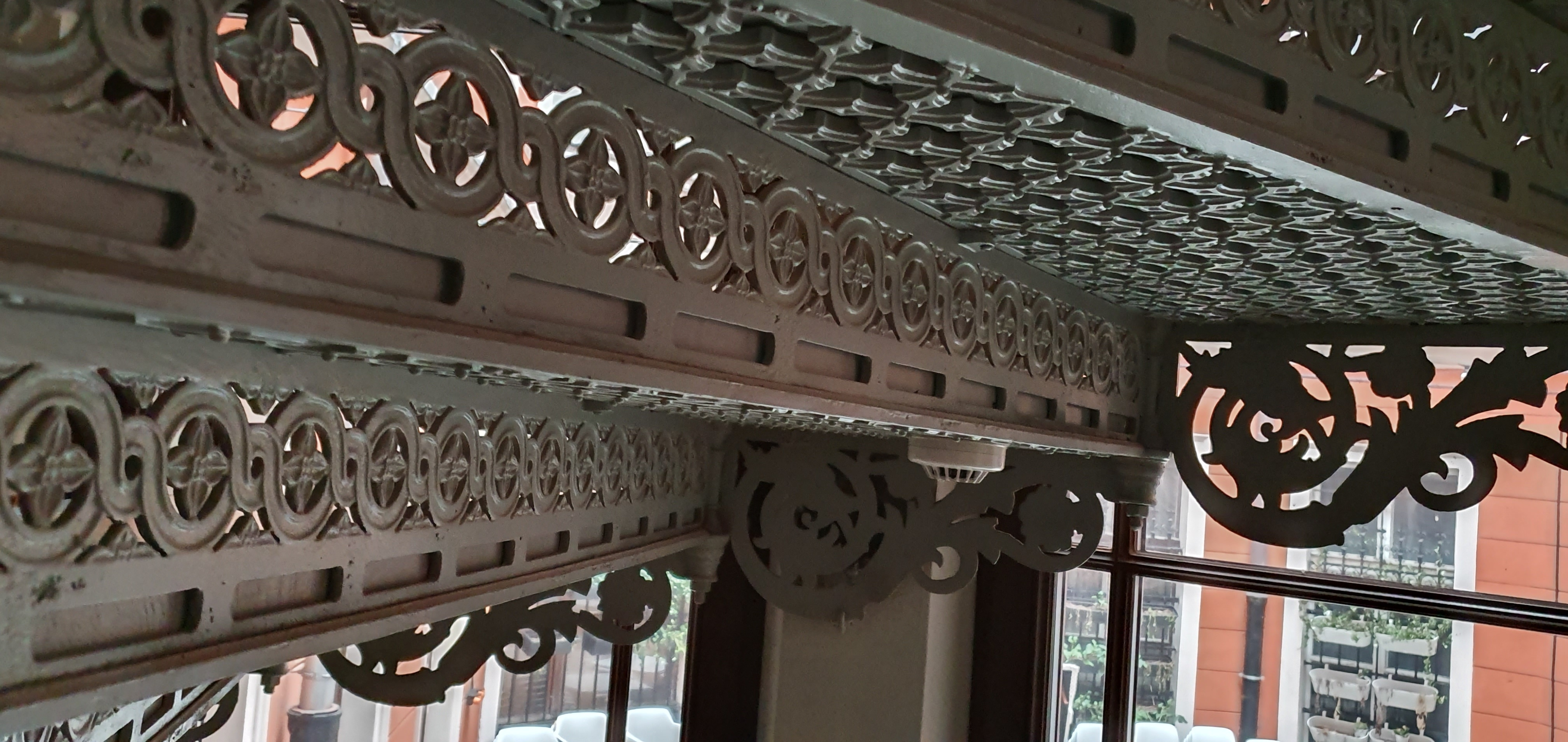
Detale schodów